# I. Konstantin skót király
Causantín (Causantín mac Cináeda vagy Konstantin), (836 – 877) I. Kenneth egyik fia volt. A hagyomány szerint ő is Skócia királya lett, az Alba királyainak krónikája és az Ulsteri Évkönyvek szerint azonban pikt király volt, tehát az ő uralma sem terjedt ki egész Skóciára (mint elődeié sem). 862-ben lett király, miután nagybátyja, I. Donald meghalt.
866-ban a krónika szerint Piktföldet – az Ulsteri Évkönyvek szerint Fortriut – az Amlaíb (Olaf) Conung vezette vikingek pusztították. A krónika szerint még abban az évben Amlaíbot Konstantin megölte, de ez vagy téves, vagy a krónikás egy másik Olafról írt, hiszen az Ír évkönyvek szerint Amlaíb Conung még jóval 866 után is életben volt.
870-ben Amlaíb Conung és Ímar elfoglalta Alt Clutot, a Strathclyde-i királyság fővárosát. A király, Alt Cluti Artgal is fogságba esett. Az Ulsteri Évkönyvek azt írják, hogy 872-ben „Causantín mac Cináeda buzdítására” Artgalt megölték. Artgal fia, Alt Cluti Run Konstantin egyik lányának férje volt.
875-ben mindkét forrás szerint egy viking sereg ismét Piktföldre támadt. A csatában, amelyet Dollar közelében vívtak, a piktek súlyos vereséget szenvedtek. Az Ulsteri Évkönyvek szerint ez „nagy mészárláshoz vezetett a piktek között”. Bár egy beszámoló (Andrew of Wyntouné) szerint a csatában Konstantint is megölték, erről sem az Alba királyainak krónikája, sem az Ulsteri Évkönyvek nem ír.
Konstantin után fia, Domnall lett Alba következő királya.